# Vice-président de la république d'Afrique du Sud
Le vice-président de la république d'Afrique du Sud (Deputy President of the Republic of South Africa) est le second personnage de l'État en Afrique du Sud. Cette fonction a été instituée en 1994 par la constitution provisoire sud-africaine de 1993 et confirmé en 1996 par la nouvelle constitution.

## Histoire
Dans l'histoire de l'Afrique du Sud, il existe néanmoins un antécédent concernant cette fonction. En 1981, à la suite de l'abolition du Sénat, le Premier ministre Pieter Botha avait créé un poste de vice-président d'État de la République ad hoc qui fut attribué à Alwyn Schlebusch chargé de présider un conseil élaborant une nouvelle constitution. Quand celle-ci, instituant un parlement tricaméral, entra en vigueur en 1984, le poste de vice-président ne fut pas reconduit.
Selon la constitution provisoire de 1994, deux postes de vice-présidents avaient été institués pour permettre le fonctionnement d'un gouvernement d'union nationale ANC - Parti national. Les deux postes se répartissaient entre les deux représentants des deux partis les plus représentatifs du parlement.
Après la fin du gouvernement d'union nationale en 1996, un seul vice-président a été maintenu, choisi par le président de la République.
Les résidences officielles du vice-président sont Oliver Tambo House à Pretoria, Highstead, au Cap et Dr John L Dube House à Durban.
La durée du mandat du vice-président n'est pas fixée par la loi. Son mandat débute dès sa nomination par le président. Il doit être choisi parmi les membres de l'Assemblée nationale et prêter serment.

## Liste
| Portrait | Nom | Nom                      | Début du mandat   | Fin du mandat     | Appartenance politique |
| -------- | --- | ------------------------ | ----------------- | ----------------- | ---------------------- |
|          |     | Thabo Mbeki              | 10 mai 1994       | 14 juin 1999      | ANC                    |
|          |     | Frederik Willem de Klerk | 10 mai 1994       | 30 juin 1996      | NP                     |
|          |     | Jacob Zuma               | 17 juin 1999      | 14 juin 2005      | ANC                    |
|          |     | Phumzile Mlambo-Ngcuka   | 22 juin 2005      | 23 septembre 2008 | ANC                    |
|          |     | Baleka Mbete             | 25 septembre 2008 | 9 mai 2009        | ANC                    |
|          |     | Kgalema Motlanthe        | 9 mai 2009        | 25 mai 2014       | ANC                    |
|          |     | Cyril Ramaphosa          | 3 juin 2014       | 15 février 2018   | ANC                    |
|          |     | David Mabuza             | 27 février 2018   | 28 février 2023   | ANC                    |
|          |     | Paul Mashatile           | 6 mars 2023       | en cours          | ANC                    |